# Comité Estadounidense para la Liberación de los Pueblos de Rusia
El Comité Estadounidense para la Liberación de los Pueblos de Rusia (ACLPR, AMCOMLIB), también conocido como el Comité Estadounidense para la Liberación del Bolchevismo, fue una organización anticomunista estadounidense fundada en 1950 que trabajó por la liberación de Rusia del comunismo. Era parte del proyecto QKACTIVE de la CIA.
El primer presidente del AMCOMLIB fue Eugene Lyons.
Mikola Abramchyk fue el representante de un comité de coordinación de organizaciones no rusas que representaban a seis nacionalidades (ucranianos, georgianos, azeríes, caucásicos del norte, armenios y bielorrusos), que se fundó en Europa para representar a grupos no rusos dispuestos a asociarse con el AMCOMLIB. .
El ALCPR fue fundado en 1953 por la emisora anticomunista Radio Free Europe, más tarde conocida como Radio Liberty. Tenía su sede en Lampertheim, en Hesse, Alemania, y transmitía programas de propaganda en ruso. La emisora recibía financiación del Congreso de los Estados Unidos. Las autoridades soviéticas intentaron interferir en sus transmisiones. En 1973-1976, Radio Liberty se fusionó con Radio Free Europe, con sede en el Jardín Inglés de Múnich. En 1995, la estación Radio Free Europe/Radio Liberty (RFE/RL) se trasladó a la Plaza de Wenceslao en Praga.
Tenía una publicación trimestral titulada "Problemas de los pueblos de la URSS" (Múnich; 1958-1966).